# Hans Egedes (parochie, Aalborg)
Hans Egedes is een parochie van de Deense Volkskerk in de Deense gemeente Aalborg. De parochie maakt deel uit van het bisdom Aalborg en telt 5938 kerkleden op een bevolking van 7287 (2004). Historisch wordt de parochie vermeld onder Fleskum Herred.
Ansgars · Budolfi · Hans Egedes · Hasseris · Margrethe · Sankt Markus · Vejgaard · Vesterkær · Vor Frelser · Vor Frue